# Walter Forstmann
Walter Forstmann (n. 9 de marzo de 1883 en Essen-Werden-m. 2 de septiembre de 1973 en Essen), fue un destacado marino alemán, que se hizo famoso como comandante de submarinos en la I Guerra Mundial y fue condecorado con la Orden Pour le Mérite por sus éxitos en tal cometido. Al mando del submarino SM U-39 tomó parte en dieciséis misiones de combate durante la I Guerra Mundial, hundiendo 148 buques (390 797 TRB), uno de ellos de guerra (810 t); también dañó otros siete buques (30 552 TRB) y apresó otro más (798 TRB). Estas cifras lo sitúan como el segundo comandante de submarinos con mayor palmarés de la Historia militar mundial, sólo superado por el Capitán Lothar von Arnauld de la Perière (1886-1941). Forstmann sirvió además en otras naves de la Armada Imperial Alemana, tanto en submarinos como buques de superficie, realizando un total de 47 misiones en el mar a lo largo de su dilatada carrera militar.

## Biografía
Walter Forstmann nació en 1883 en el seno de una familia de clase media, siendo su padre, Gustav Forstmann, un médico de cierto prestigio, con el título de Sanitätsrat. El 7 de abril de 1900, un joven Walter Forstmann de 17 años superó las pruebas para ingresar en la Armada Imperial Alemana como alumno cadete (Seekadett), y miembro de la promoción conocida como "Crew 00".

### Formación y carrera prebélica

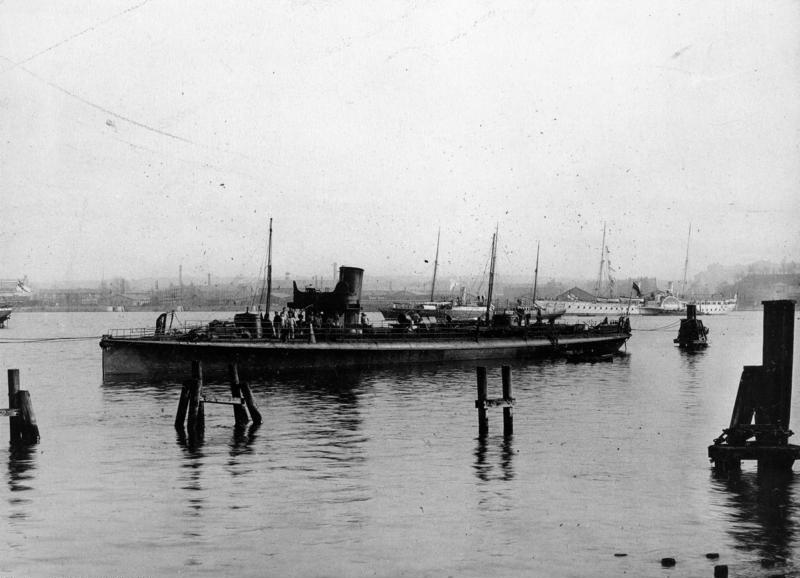
El SMS D-Boot D-7, gemelo del D-8

Durante su primer año como alumno cadete, Forstmann recibió instrucción básica en funciones de personal de marinería. En paralelo, realizaba diversos viajes a bordo de los buques de la Armada Imperial Alemana a lo largo y ancho del Atlántico, el Mediterráneo y las principales rutas marítimas en torno a las costas de Gran Bretaña y Escandinavia. En abril de 1901, Forstmann fue ascendido a Aspirante a Alférez (Fähnrich zur See) e ingresó en la Escuela de Marina (Marineschule) de Kiel. En 1903 el ya fogueado alumno de la Escuela de Marina salió en misión en alta mar a bordo del acorazado SMS Kaiser Wilhelm der Große, y en agosto de aquel mismo año recibiría su despacho de Alférez (Leutnant zur See). Su primer destino, obtenido al poco de graduarse, le llevó a bordo del crucero ligero SMS Ariadne en calidad de Oficial de Derrota (Wachoffizier). Como oficial de la I División de Marinería (I. Matrosen-Division) de Kiel, el joven Alférez (Leutnant z. S.) Forstmann participó, en 1905, en las primeras salidas al mar en pruebas de un nuevo acorazado pre-dreadnought (Linienschiff) recién entregado a la Armada Imperial Alemana, el SMS Preußen (1903). 

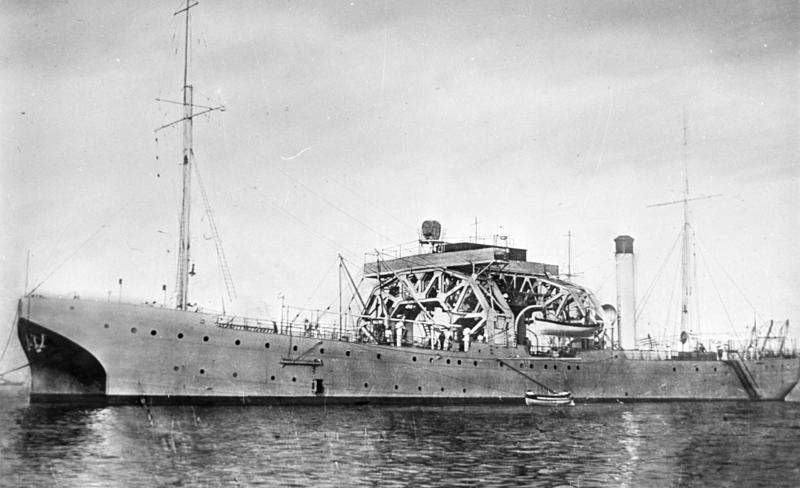
El buque nodriza de submarinos SMS Vulkan

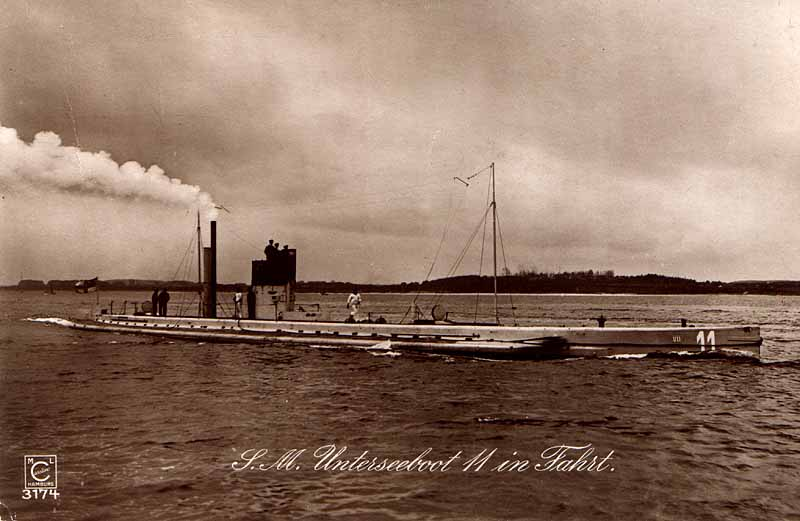
El submarino SM U-11

Su siguiente destino le llevó al crucero ligero SMS Sperber como Oficial de Derrota, y adscrito al mismo fue destacado a las fuerzas navales de la colonia alemana del Camerún. A finales de 1906 Walter Forstmann fue ascendido al rango de Teniente (Oberleutnant zur See). Dos años más tarde, en 1908, el Teniente Forstmann recibió el mando de su primera nave, el torpedero SMS Divisionsboot D-8. Fue entonces cuando el Teniente Forstmann recibió su primera condecoración, la Medalla de Salvamento con Banda (Rettungsmedaille am Band), al rescatar a un miembro de su tripulación que había caído por la borda. La fecha oficial de la concesión fue el 25 de agosto de 1908. El 1 de octubre de 1909 Forstmann ingresó en el Arma Submarina (Unterseeboot-Waffe) con el destino de Primer Oficial (Erster Offizier) en el buque-nodriza de submarinos SMS Vulkan, a las órdenes del Comandante (Kommandant) Eberhard von Mantey, bajo cuyo mando se formó como submarinista.
Forstmann recibió su primer mando al frente de un submarino el 1 de mayo de 1910: fue nombrado Comandante (Kommandant) del SM U 11. Para consolidar dicho mando fue promovido al rango preceptivo de Capitán (Kapitänleutnant) con fecha 10 de abril de 1911. Con el SM U 11 Forstmann tomó parte en las grandes Maniobras Navales Imperiales (Kaisermanöver) celebradas en el verano de 1912, diseñadas como un escaparate del poderío y la modernidad de la nueva Kaiserliche Marine, impulsada por la política de construcciones navales dirigida por el Gran Almirante Alfred von Tirpitz. Por los méritos contraídos durante dichas maniobras, el káiser Guillermo II impuso a Forstmann la Orden del Águila Roja de 4ª clase (Roter Adlerorden IV. Klasse), su segunda condecoración.
Antes de terminar 1912, el SM U 11 realizó conjuntamente con el SM U 5 un viaje de duración máxima en pruebas, permaneciendo ambas naves un total de once días en el mar, y recorriendo 300 mn, distancia superior a la estimada como de máxima autonomía por los constructores de los submarinos. Dado que hasta ese momento los submarinos alemanes no habían superado por norma las 50 horas por cada salida, el éxito de la prueba de mar coprotagonizada por Forstmann y el SM U 11 fue acogido como una hazaña técnica impensable hasta entonces, y de amplia repercusión para la utilización bélica de los submarinos. Sobre la base de los resultados obtenidos en dicha prueba, el Gran Almirante Alfred von Tirpitz ordenó, el invierno siguiente, unas gran ejercicio en el que todas las naves de la I Flotilla Submarina (I. U-Flottille) debían cubrir 300 mn de navegación, simulando un viaje de ida y vuelta entre la base naval de la Isla de Helgoland y las costas orientales de Inglaterra.

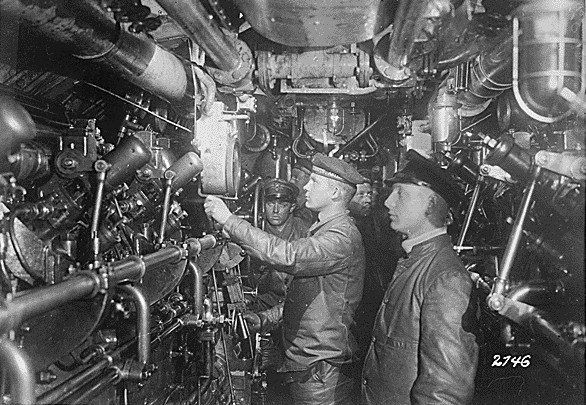
Motores de un submarino de la Serie U1-U18

En octubre de 1913 el Capitán (Kapitänleutnant) Forstmann fue considerado lo bastante experimentado y técnicamente destacado como para impartir formación en la Academia Naval (Marineakademie) de Kiel en materia de submarinos. Entregó el mando del SM U 11 al Capitán (Kapitänleutnant) Ferdinand von Suchodoletz y se incorporó al cuerpo docente de la Academia Naval. Durante las vacaciones académicas del verano de 1913, Forstmann participó en las maniobras navales anuales de la Flota de Alta Mar (Hochseeflotte) a bordo del crucero ligero SMS Köln (1909). Cuando estalló la Primera Guerra Mundial en agosto de 1914, el K.L. Forstmann ostentaba el cargo de Jefe de la Flotilla del Puerto (Flottillenchef der Hafen-Flottille) de Helgoland.

### I Guerra Mundial

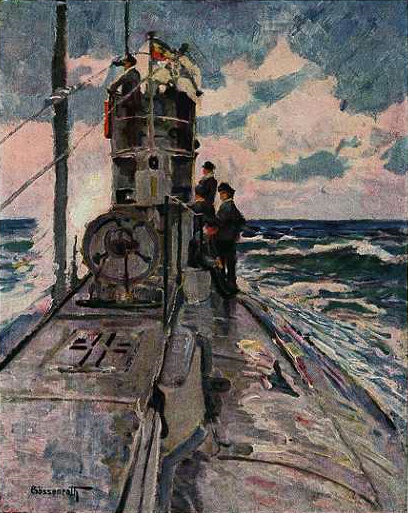
Submarino en ruta, por Carl Bössenroth

Aunque pudiera parecer contradictorio, la Armada Imperial Alemana no tenía puestas, en el momento de estallar la I Guerra Mundial en agosto de 1914, grandes expectativas en su flota submarina. En consecuencia, la Administración Imperial de la Marina (Reichsmarineamt) estaba negociando la venta de algunos de sus submarinos más anticuados a países extranjeros, como Grecia. Sólo a partir de los impresionantes éxitos del Capitán (KL) Otto Weddigen al mando del SM U 9 comenzó a cambiar gradualmente la consideración de los submarinos en la dirección de la guerra naval alemana. El 6 de agosto de 1914, el Capitán (K.L. o Kapitänleutnant) Walter Forstmann recibió el mando del submarino SM U 12, nave gemela del SM U 11, cuyo mando había ostentado con anterioridad, desde mayo de 1910 hasta octubre de 1913. Al mando del SM U 12 Forstmann hundió su primer barco de guerra, el cañonero británico HMS Niger, frente a las costas de la ciudad inglesa de Deal (en Kent), el 11 de noviembre de 1914.
El 13 de enero de 1915 Forstmann recibió el mando de uno de los más modernos y potentes submarinos del momento, el SM U-39, con el que obtendría la mayor parte de su elevado número de hundimientos de buques en el Mediterráneo. El SM U-39 era la novena unidad de la Serie U 31-U 41, había sido botado en septiembre de 1913 en los Astilleros Germaniawerft de Kiel, e incorporaba los últimos adelantos introducidos en los submarinos de guerra construidos en Alemania. Un joven Karl Dönitz, que sería Gran Almirante (Grossadmiral) y jefe supremo del Arma Submarina (B.d.U. o Befehlshaber der U-Bootwaffe) en la II Guerra Mundial, sirvió a las órdenes de Forstmann en el SM U-39 entre enero de 1915 y diciembre de 1917, en calidad de Oficial de Guardia (Wachoffizier) primero, y de Cifra (Schriftoffizier) más tarde.
El K.L. Walter Forstmann realizó, al mando del SM U-39, un total de 16 misiones de combate, a lo largo de las cuales hundió 147 barcos. Además realizó con éxito un bombardeo sobre las instalaciones portuarias de Portoferraio, en la Isla de Elba (Italia) en mayo de 1916. Por sus méritos en acciones de guerra recibió la Orden Pour le Mérite -máxima condecoración militar del II Reich en tiempo de guerra- (12 de agosto de 1916), y otras dos condecoraciones: la Cruz de Caballero de la Casa Real de Hohenzollern, de Prusia (Ritterkreuz des Hausordens von Hohenzollern) (14 de mayo de 1916), y la Cruz de Caballero de la Orden de Leopoldo con Distintivo de Guerra, de Austria-Hungría (Ritterkreuz des Leopold-Ordens mit Kriegsdekoration) (8 de noviembre de 1917).
El 14 de octubre de 1917 el K.L. Forstmann entregó el mando del submarino SM U-39 al K.L. Heinrich Metzger y regresó a Alemania, siendo destinado a la Inspección General de Submarinos (U-Boot Inspektion, o U.I.), organización de la Kaiserliche Marine creada en marzo de 1914, y encargada de proponer mejoras y modificaciones en los tipos de submarino existentes -recogiendo las experiencias de los comandantes destinados en unidades de combate- así como de evaluar y garantizar la formación bélica de los oficiales antes de ser destinados al mando de submarinos. El siguiente destino del K.L. le llevó, en enero de 1918, a la jefatura de la III Flotilla Submarina (Flottillenchef der 3. U-Flottille) con base en Wilhelmshaven. Desempeñando este puesto le sorprendió la capitulación del 11 de noviembre de 1918, el final de la I Guerra Mundial y la Revolución de Noviembre, que afectó de lleno a una Kaiserliche Marine en vías de desaparecer. Finalmente hubo de dejar la institución en marzo de 1919, y pasó a desempeñar diversos puestos ejecutivos y de dirección en firmas industriales de armamento.

### II Guerra Mundial
En agosto de 1939, Walter Forstmann reaparece en el ámbito de la Kriegsmarine, vinculado al Mando de Armamento (Rüstungskommando) de Osnabrück. Allí desempeñó el puesto de Jefe de la Sección de Marina (Leiter der Abteilung Marine), hasta que fue llamado por el Estado Mayor General de las Fuerzas Armadas (Oberkommando der Wehrmacht u O.K.W.) en Berlín para desempeñar un puesto de mando relacionado con la ocupación de Dinamarca, que junto con Noruega, sería invadida durante la Operación Weserübung el 9 de abril de 1940. Forstmann fue asignado a la jefatura de la Oficina de Enlace Copenhague (Verbindungstelle Kopenhagen), y una vez establecido el estado mayor de las tropas de ocupación en Korsør, encargado de la Plana Mayor de Economía de Guerra (Wehrwirtschaftstab) a las órdenes del general Röttger, gobernador militar de Dinamarca hasta mayo de 1945.  En los cinco años que sirvió con las tropas de ocupación en Dinamarca, Forstmann recibió varios ascensos: el 15 de abril de 1940 fue promovido al rango de Capitán de Corbeta (Korvettenkapitän); el 7 de abril de 1941, al de Capitán de Fragata (Fregattenkapitän); y el 1 de julio de 1942, al de Capitán de Navío (Kapitän zur See). Tras la capitulación del III Reich, se entregó a las tropas británicas el 9 de mayo de 1945 y fue internado en el campo de prisioneros de Malente-Gremsmühlen. Tras ser investigado por sus responsabilidades políticas durante la ocupación de Dinamarca en los años anteriores, y siendo declarado no culpable de crímenes de guerra, fue liberado el 3 de agosto de 1945.

## Carrera (rangos)
Las traducciones españolas que se ofrecen de los nombres originales en alemán no suponen un intento de establecer equivalencias de rangos con los propios de la Armada Española; se trata de aproximaciones -lo más ilustrativas en lo posible- para una mejor comprensión de los términos.

| Rango                | Trad. aprox.         | Fecha                    | Adscripción        |
| -------------------- | -------------------- | ------------------------ | ------------------ |
| Seekadett            | Cadete o alumno      | 7 de abril de 1900       | Kaiserliche Marine |
| Fähnrich zur See     | Aspirante a Alférez  | 19 de abril de 1901      | Kaiserliche Marine |
| Leutnant zur See     | Alférez              | 27 de septiembre de 1903 | Kaiserliche Marine |
| Oberleutnant zur See | Teniente de Navío    | 30 de marzo de 1906      | Kaiserliche Marine |
| Kapitänleutnant      | Capitán (submarinos) | 10 de abril de 1911      | Kaiserliche Marine |
| Korvettenkapitän     | Capitán de Corbeta   | 15 de abril de 1940      | Kriegsmarine       |
| Fregattenkapitän     | Capitán de Fragata   | 7 de abril de 1941       | Kriegsmarine       |
| Kapitän zur See      | Capitán de Navío     | 1 de julio de 1942       | Kriegsmarine       |

## Condecoraciones recibidas
| Condecoración                                                                      | Trad. aprox.                                                                            | Fecha       | Estado                 |
| ---------------------------------------------------------------------------------- | --------------------------------------------------------------------------------------- | ----------- | ---------------------- |
| Rettungsmedaille am Bande                                                          | Medalla de Salvamento en Banda                                                          | 25 ago 1908 | II Reich Alemán        |
| Roter Adlerorden IV. Klasse                                                        | Orden del Águila Roja de 4ª Clase                                                       | 1913        | II Reich Alemán        |
| Орденъ Св. Станислава III класса                                                   | Orden de San Estanislao de 3ª Clase                                                     | ant. 1914   | Imperio Ruso           |
| Eisernes Kreuz (1914) II. Klasse                                                   | Cruz de Hierro (1914) de 2ª Clase                                                       | ant. 1918   | II Reich Alemán        |
| Eisernes Kreuz (1914) I. Klasse                                                    | Cruz de Hierro (1914) de 1ª Clase                                                       | ant. 1918   | II Reich Alemán        |
| Hanseatenkreuz Hamburg                                                             | Cruz Hanseática de Hamburgo                                                             | ant. 1914   | II Reich Alemán        |
| Ritterkreuz des Hausordens von Hohenzollern                                        | Cruz de Caballero de la Casa Real de Hohenzollern                                       | 14 may 1916 | II Reich Alemán        |
| Pour le Mérite Orden                                                               | Orden "Por el Mérito"                                                                   | 12 ago 1916 | II Reich Alemán        |
| Ritterkreuz des Leopold-Ordens mit Kriegsdekoration                                | Cruz de Caballero de la Orden de Leopoldo con Distintivo de Guerra                      | 8 nov 1917  | Imperio Austro-Húngaro |
| Goldenes Turn- und Sportabzeichen                                                  | Insignia Dorada de Gimnasia y Deporte                                                   | 1933        | III Reich Alemán       |
| Verdienstkreuz 1. Klasse des Verdienstordens der Bundesrepublik Deutschland        | Cruz al Mérito de 1ª Clase de la Orden del Mérito de la República Federal Alemana       | 1952        | Rep. Fed. Alemana      |
| Großes Verdienstkreuz des Verdienstordens der Bundesrepublik Deutschland           | Gran Cruz al Mérito de la Orden del Mérito de la República Federal Alemana              | 3 ago 1960  | Rep. Fed. Alemana      |
| Großes Verdienstkreuz mit Stern des Verdienstordens der Bundesrepublik Deutschland | Gran Cruz al Mérito con Estrella de la Orden del Mérito de la República Federal Alemana | 9 mar 1968  | Rep. Fed. Alemana      |